# Sphaeradenia carnosa
Sphaeradenia carnosa är en enhjärtbladig växtart som beskrevs av R.Erikss. Sphaeradenia carnosa ingår i släktet Sphaeradenia och familjen Cyclanthaceae.
Artens utbredningsområde är Colombia. Inga underarter finns listade.